# Избеглице из Босне и Херцеговине
Регион бивше Југославије је крајем XX века обележен великим миграцијама становништва и избеглица из свих држава бивше СФРЈ, али највише из Хрватске и Босне и Херцеговине.
Распад бивше Социјалистичке Федеративне Републике Југославије (СФРЈ) и стварање нових држава на простору бише Југославије је праћен ратним сукобима и етничким чишћењима која су чиниле све три зараћене снаге у сукобу а што је за последицу имало велике присилне и вољне миграције становништва које су проузроковале огроман број избеглица, прогнаних и расељених лица.
Срби из Босне и Херцеговине су највише напуштали територију западне Херцеговине, средње и западне Босне.
Конвенцијом Уједињених Нација о статусу избеглица из 1951. године дефинисано је да је "избеглица" онај ко се "због основаног страха од прогона због своје расе, веросиповести, националности, припадности одређеној друштвеној групи или својих политичких мишљења, налази изван земље своје националности и није у могућности или, услед таквог страха, није вољан да се стави под заштиту те земље" (члан 1.)
Према подацима УНXЦR-а из 1995. године процењено је да је на простору бивше Југославије било три милиона избеглица. У Републици Србији је регистровано 620 000 од чега је 43 % избеглица било из Босне и Херцеговине.
Избеглички проблеми решавали су се путем репатријације избеглица, локалне интеграције избеглих и прогнаних лица као и њиховом емиграцијом у иностранство.
Већи део избеглих и прогнаних лица је непосредно по избеглиштву смештај потражило код породице и пријатеља. Један део оних који нису имали куда је смештан у колективне центре по Србији. Република Србија је преко Комесаријата за избеглице кроз програме стамбеног збрињавања избеглица решавала проблем становања избеглица .
Велики број избеглица је добило држављанство Републике Србије, трајно се настанило и успешно интегрисало у Републику Србију, док се мањи број њих вратио у средине из којих потичу. Подаци УНХЦР-а из 2009 године говоре да је Република Србија прва земља у Европи и пета у свету са дуготрајном избегличком кризом.
Државњанство Републике Србије стекло је више од 350 000 избеглица, што је највећи процес интеграције избеглица у савременој Европи. Према подацима из 2021. године у Републици Србији се налази још 25.330 избеглица из Босне и Херцеговине и Хрватске.
Велики број избеглица и прогнаних лица  из Босне и Херцеговине свих верских конфесија се због ратних сукоба одлучио за напуштање својих кућних огњишта и одлазак у треће земље, највише у САД, Канаду, Аустралију али и Шведску, Данску, Француску, Швајцарску, Немачку, Италију, Холандију, Велику Британију и друге европске земље.